# Paradossenus protentus
Paradossenus protentus är en spindelart som först beskrevs av Karsch 1879.  Paradossenus protentus ingår i släktet Paradossenus och familjen Trechaleidae. Inga underarter finns listade i Catalogue of Life.